# Câlnic (Alba)
Câlnic (en el dialecte saxó Kellenk, en alemany Kelling, en hongarès Kelnek) és el poble de residència de la comuna del mateix nom al comtat d'Alba, Transsilvània (Romania).

## Visió general
El nom de l'assentament prové de l'eslau "kal" o "kalinik" (= argila, lutos, hongarès sáros hely), sent pres, primer, romanesos o hongaresos, dels quals més tard va ser pres pels saxons. El nom saxó del poble és Kelling i prové dels primers mestres, la família dels nobles Kelling. Com altres famílies saxones, probablement es van convertir en autèntics comites de la tomba.
La gent de Câlnic és esmentada des dels anys 1267, 1269 i 1309. La fortalesa va ser restaurada entre 1962-1964, i avui s'ha transformat en un centre cultural científic internacional. Un dels vaguistes de Câlnic, anomenat Chyl de Kelling, va construir la torre de Câlnic a mitjans del segle XIII i la va utilitzar com a habitatge. Chyl va comprar llavors Blaj, i els seus descendents van continuar comprant el poble de Cut, Vingard i molts altres territoris.
A Câlnic també es va descobrir material prehistòric, així com vagues restes medievals dels segles XI - XII, però el mateix assentament medieval data dels segles XII-XIII. El nivell més consistent correspon a la consolidació del domini nobiliari de les Graves (1267). El 1599 Câlnicul va ser saquejat pels exèrcits de Mihai Viteazul, i la fortalesa va ser destruïda.

## Torre de l'homenatge
La residència original comprenia el primer recinte, un edifici quadrangular sota l'actual capella (probablement una torre original de la qual només es van construir els fonaments, quedant ràpidament abandonada).
Adrian Andrei Rusu suposa que només es tractava d'un altar rectangular de la capella. L'actual torre es va aixecar cap al 1272 i té forma rectangular. També s'anomenava torre de Sigfrid, i el seu gruix de paret és d'un metre. Al principi només feia 14 m d'alçada, però després es va elevar a 20 m. A la planta baixa hi havia un celler amb volta de mig cilindre. Trobem la mateixa volta semicilíndrica al primer pis, i la resta de nivells ja no tenen volta, sinó sostre. També al primer pis, al mur de ponent, hi havia una llar de foc, i durant l'excavació es van descobrir fragments de rajoles. Amb els treballs de restauració realitzats entre 1962-1964 es va descobrir el marc bipartit d'una finestra, amb tres lòbuls en cadascuna de les dues parts, indicant una fase del gòtic primerenc, potser de la segona meitat del segle XIII.

## El primer teló

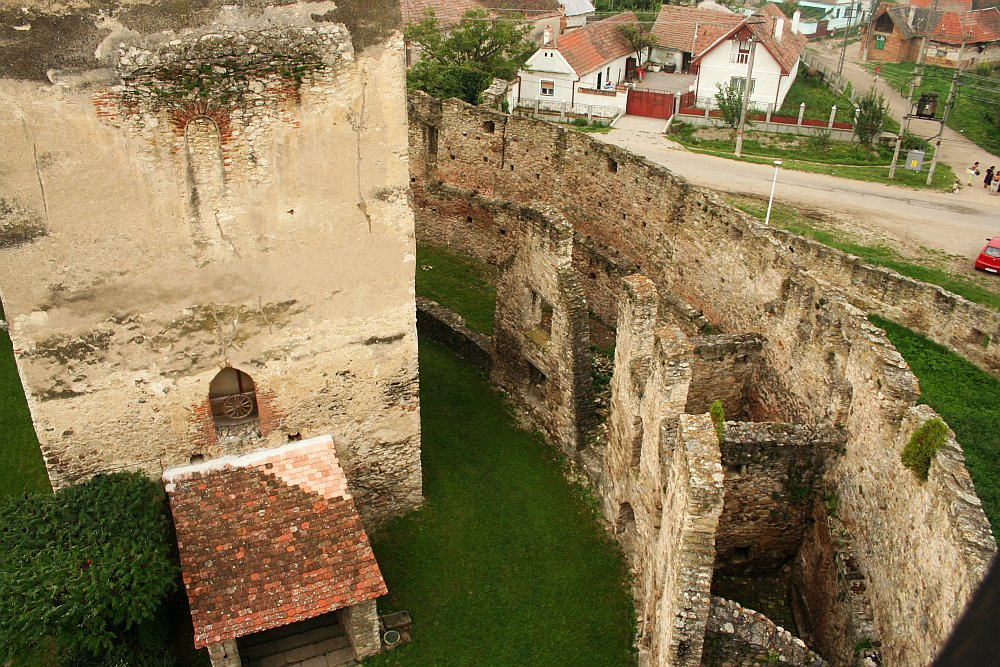
El calabós i les muralles de la ciutat

El recinte original incloïa al nord-oest una torre de porta rectangular, proveïda d'una grada (de la qual encara es veuen restes) i probablement completada per un pont llevadís. Contemporània del primer recinte hi havia probablement una séquia de 3 m de profunditat i 10 m d'amplada, i una torre quadrangular al costat sud. En una altra etapa, que també pertany a la residència nobiliària, es va construir la capella, datada amb monedes de l'època dels reis Bela IV i Esteve V. Les obres de restauració i decapat van posar de manifest l'existència en una primera etapa de tres finestres rectangulars lleugerament arquejades a la part superior del mur de ponent i una al mur de migdia. Les dues finestres gòtiques, encara avui visibles, van ser construïdes posteriorment i daten de mitjan segle XIV. A l'arc de triomf es conserven restes de dos murals successius, el més recent representa un bust de Crist.

## La ciutadella
Al segle xiv van començar una sèrie de processos de repartiment de les possessions de la tomba, amb la decadència del seu paper polític. El 1388, Joan el Gran, l'últim hereu masculí, va morir, i la fortalesa va passar a la possessió de la família d'hereus Vingard, en concret, a les hereves femenines. El 1430 la fortalesa va ser venuda per Johann Geréb de Vingrad a la comunitat saxona, que la va comprar. A la segona meitat del segle xvi, la fortificació es va adaptar a les noves exigències, amb l'expansió de les armes de foc: es va aixecar el segon recinte a l'escarpa de l'antiga séquia, i el torrent es va aixecar per un altre pis. Paral·lelament, es va aixecar la barbacana i la torre bastió en forma de ferradura, i es va aixecar el primer teló primari. A la vegada, amb el desmantellament parcial de la via de guàrdia, es van adossar rebosts al mur del primer recinte.

## L'església
A poca distància de la fortalesa hi ha l'antiga casa parroquial evangèlica, construïda al segle XVI i ampliada l'any 1779. Des d'allà s'arriba a l'església « de Deal », envoltat pel cementiri. Se suposa que va ser construïda al segle xiii, però l'estructura actual data del segle xv, essent molt modificada al segle xix, fet que va determinar l'aspecte neogòtic actual. A l'interior hi ha dos tabernacles més i el portal gòtic de la sagristia.

## La fortificació
Al voltant del torrent hi havia un recinte ovalat amb una torre al migdia i una porta al nord, i es va excavar un fossat al voltant de la cortina. La mà d'obra probablement era local, ja que l'any 1291, quan s'estaven fent les obres de restauració de la catedral d'Alba Iulia, tres fusters saxons de la zona van construir les bigues de la nova coberta. La fortificació de Câlnic es troba avui a la Llista del Patrimoni Mundial de la UNESCO.
Entre 1961-1964 es van fer obres de restauració per part de la Direcció de Monuments Històrics, sota la coordinació de l'arquitecte. Ștefan Balș, paral·lelament a les excavacions arqueològiques realitzades per Radu Heitel. Des de l'any 2003 s'estan realitzant obres d'enjardinament dels espais expositius i d'allotjament, transformant-se la fortalesa en un centre cultural científic internacional. L'única excavació arqueològica és la de Radu Heitel (1963-1964) i els resultats de la recerca són majoritàriament inèdits. L'any 1996, durant les obres urbanístiques, es van descobrir alguns materials, però sense un context clar. Entre aquests destaquen un altre tros de rajola i els materials utilitzats per fer una campana del segle XVI. XVII-XVIII, descobert a la passarel·la de la barbacana.

## Galeria d'imatges

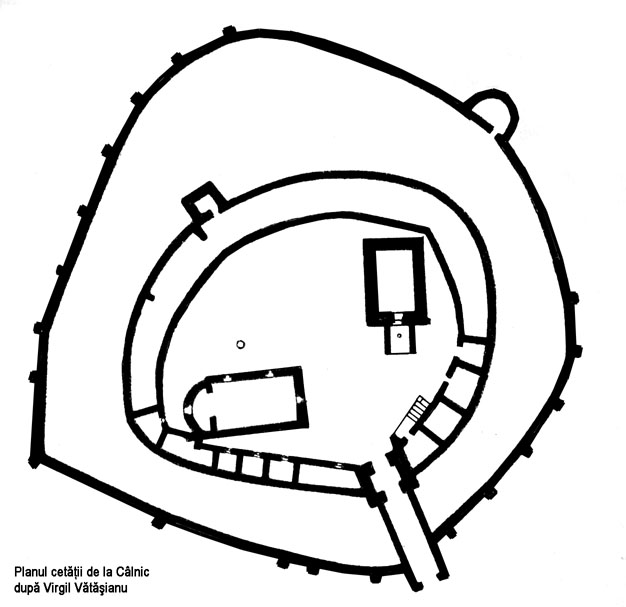
El plànol de la ciutadella de Câlnic (després de Virgil Vătășianu)
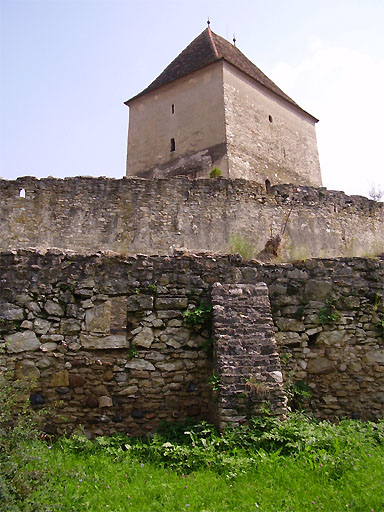
Es veu la vista exterior de les cortines, un contrafort i el torrent
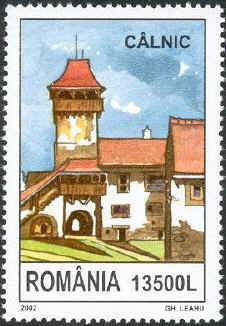
Segell de correus romanès
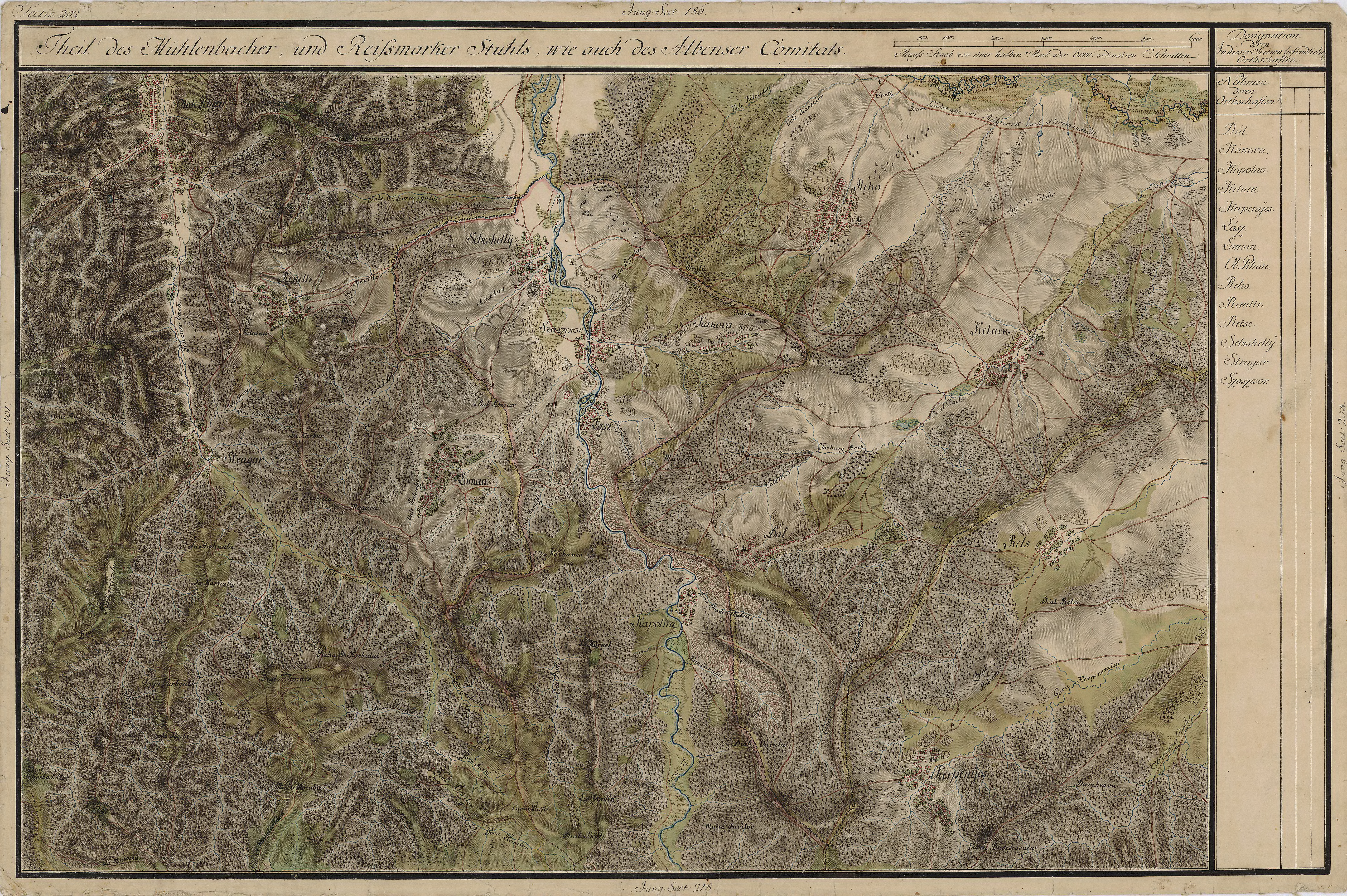
Câlnic al mapa josefí de Transsilvània, 1769-1773